# Gallia Comata
La Gallia Comata o Tres Galliae rappresenta la provincia romana della Gallia celtica transalpina ad esclusione della Gallia Narbonensis. Gallia comata significava la "Gallia capelluta" che, contrapposta alla Gallia togata, la Gallia cisalpina ormai romanizzata, era caratterizzata dalle lunghe chiome dei suoi abitanti, non ancora abituati agli usi e costumi romani.

## Statuto
A partire dal 50 a.C. la Gallia divenne una provincia romana e si operò per la romanizzazione dei Galli, attraverso anche la costruzione di cittadine, strade e acquedotti.
Amministrativamente, la Gallia fu inizialmente ripartita in quattro province: alla già esistente Gallia Narbonense (trasformata in provincia senatoria dal 22 a.C.) si aggiunse quella Comata o delle Tres Galliae. Le due province galliche, nel 27 a.C., non solo furono per un certo periodo amministrate da un unico governatore, ma anche trasformate in province imperiali sotto il diretto controllo del princeps. Non sappiamo con esattezza quando Augusto divise la Gallia Comata nelle tre sub-province (Tres Galliae), vale a dire dell'Aquitania, della Gallia lugdunense e della Gallia Belgica. Potrebbe essere avvenuto in una data compresa tra il 27 (primo soggiorno di Augusto in Gallia, dopo la vittoria su Antonio) e il 16/13 a.C. (secondo soggiorno).
È possibile che in questo periodo la Gallia Comata, divisa in tre sub-province, fosse governata da un unico governatore centrale (il legatus Augusti pro praetore, con sede a Lugdunum) e da tre praefecti Augusti sottoposti al controllo del governatore centrale delle tres Galliae.
Più tardi, forse subito dopo l'abbandono dei progetti espansionistici di occupazione della Germania Magna (attorno al 17 d.C.), Tiberio potrebbe aver istituito due distretti militari lungo il corso del Reno, le future province di Germania superiore e Germania inferiore.
| EVOLUZIONE DELLE PROVINCE TRES GALLIAE   | EVOLUZIONE DELLE PROVINCE TRES GALLIAE | EVOLUZIONE DELLE PROVINCE TRES GALLIAE | EVOLUZIONE DELLE PROVINCE TRES GALLIAE | EVOLUZIONE DELLE PROVINCE TRES GALLIAE | EVOLUZIONE DELLE PROVINCE TRES GALLIAE                                        | EVOLUZIONE DELLE PROVINCE TRES GALLIAE                                        | EVOLUZIONE DELLE PROVINCE TRES GALLIAE                                        | EVOLUZIONE DELLE PROVINCE TRES GALLIAE                                        | EVOLUZIONE DELLE PROVINCE TRES GALLIAE                                        | EVOLUZIONE DELLE PROVINCE TRES GALLIAE                                        | EVOLUZIONE DELLE PROVINCE TRES GALLIAE                                        |
| ---------------------------------------- | -------------------------------------- | -------------------------------------- | -------------------------------------- | -------------------------------------- | ----------------------------------------------------------------------------- | ----------------------------------------------------------------------------- | ----------------------------------------------------------------------------- | ----------------------------------------------------------------------------- | ----------------------------------------------------------------------------- | ----------------------------------------------------------------------------- | ----------------------------------------------------------------------------- |
| prima della conquista romana             | Gallia transalpina (Galli)             | Gallia transalpina (Galli)             | Gallia transalpina (Galli)             | Gallia transalpina (Galli)             | Gallia transalpina (Galli)                                                    | Gallia transalpina (Galli)                                                    | Gallia transalpina (Galli)                                                    | Gallia transalpina (Galli)                                                    | Gallia transalpina (Galli)                                                    | Germania Magna (Germani)                                                      | Germania Magna (Germani)                                                      |
| dal 50 a.C.                              | Aquitania                              | Aquitania                              | Celtica                                | Celtica                                | Celtica                                                                       | Belgica                                                                       | Belgica                                                                       | Belgica                                                                       | Belgica                                                                       | Germania Magna (Germani)                                                      | Germania Magna (Germani)                                                      |
| dal 16 a.C.                              | Gallia Aquitania (provincia romana)    | Gallia Aquitania (provincia romana)    | Gallia Lugdunensis (provincia romana)  | Gallia Lugdunensis (provincia romana)  | Gallia Belgica (provincia romana)                                             | Gallia Belgica (provincia romana)                                             | Gallia Belgica (provincia romana)                                             | Gallia Belgica (provincia romana)                                             | Gallia Belgica (provincia romana)                                             | Germania Magna (Germani)                                                      | Germania Magna (Germani)                                                      |
| dal 12 a.C. al 7 a.C.                    | Gallia Aquitania                       | Gallia Aquitania                       | Gallia Lugdunensis                     | Gallia Lugdunensis                     | Gallia Belgica (ampliata con il distr. militare della Germania fino al Weser) | Gallia Belgica (ampliata con il distr. militare della Germania fino al Weser) | Gallia Belgica (ampliata con il distr. militare della Germania fino al Weser) | Gallia Belgica (ampliata con il distr. militare della Germania fino al Weser) | Gallia Belgica (ampliata con il distr. militare della Germania fino al Weser) | Gallia Belgica (ampliata con il distr. militare della Germania fino al Weser) | Gallia Belgica (ampliata con il distr. militare della Germania fino al Weser) |
| dal 7 a.C. al 4 d.C.                     | Gallia Aquitania                       | Gallia Aquitania                       | Gallia Lugdunensis                     | Gallia Lugdunensis                     | Gallia Belgica                                                                | Gallia Belgica                                                                | Gallia Belgica                                                                | Gallia Belgica                                                                | Gallia Belgica                                                                | Germania (provincia romana fino al Weser)                                     | Germania (provincia romana fino al Weser)                                     |
| dal 4 al 9 d.C.                          | Gallia Aquitania                       | Gallia Aquitania                       | Gallia Lugdunensis                     | Gallia Lugdunensis                     | Gallia Belgica                                                                | Gallia Belgica                                                                | Gallia Belgica                                                                | Gallia Belgica                                                                | Gallia Belgica                                                                | Germania (provincia romana fino all'Elba)                                     | Germania (provincia romana fino all'Elba)                                     |
| dal 17 d.C.                              | Gallia Aquitania                       | Gallia Aquitania                       | Gallia Lugdunensis                     | Gallia Lugdunensis                     | Gallia Belgica (di cui facevano parte)                                        | Gallia Belgica (di cui facevano parte)                                        | Gallia Belgica (di cui facevano parte)                                        | Germania inf. (distr.militare)                                                | Germania sup. (distr.militare)                                                | Germania Magna (andata perduta)                                               | Germania Magna (andata perduta)                                               |
| dall'83                                  | Gallia Aquitania                       | Gallia Aquitania                       | Gallia Lugdunensis                     | Gallia Lugdunensis                     | Gallia Belgica (di cui facevano parte)                                        | Gallia Belgica (di cui facevano parte)                                        | Gallia Belgica (di cui facevano parte)                                        | Germania inferiore (scorporata)                                               | Germania superiore (scorporata)                                               | Germania Magna (Germani)                                                      | Germania Magna (Germani)                                                      |
| con la riforma di Diocleziano            | Aquitania I                            | Aquitania II                           | Lugdunensis I                          | Lugdunensis II                         | Belgica I                                                                     | Belgica II                                                                    | Belgica II                                                                    | Germania I                                                                    | Germania II                                                                   | Germania Magna (Germani)                                                      | Germania Magna (Germani)                                                      |
| da Costantino I (324) a Teodosio I (395) | Aquitania I                            | Aquitania II                           | Lugdunensis I                          | Lugdunensis II                         | Belgica I                                                                     | Belgica II                                                                    | Belgica II                                                                    | Germania I                                                                    | Germania II                                                                   | Germania Magna (Germani)                                                      | Germania Magna (Germani)                                                      |

## Storia

### Conquista della Gallia di Cesare (58-50 a.C.)

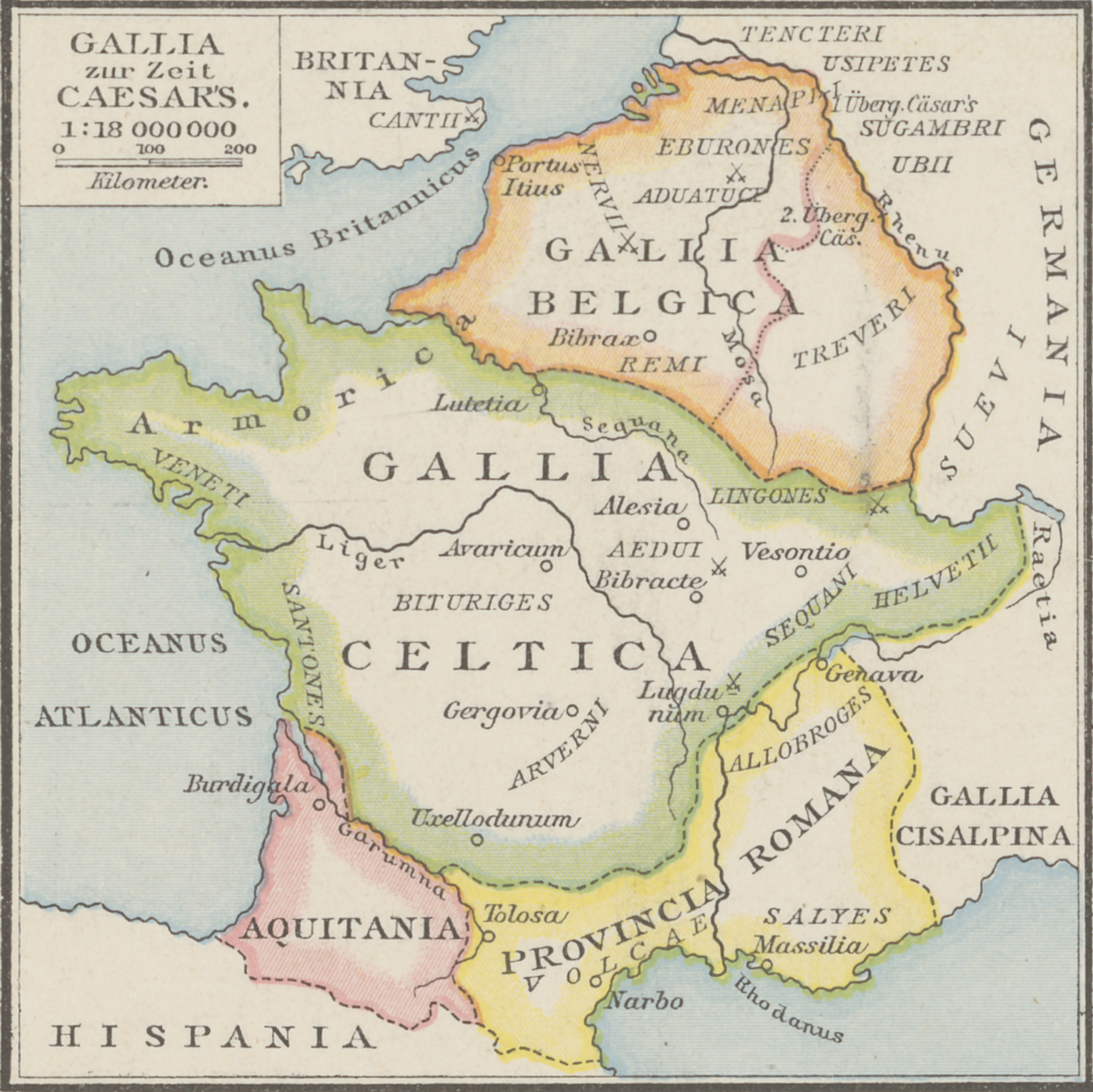
La Gallia romana al tempo di Cesare (50 a.C.)

Una volta divenuto proconsole della Gallia Cisalpina, della Gallia Narbonense e dell'Illyricum, Cesare rivolse il suo interesse alla Gallia celtica e ai suoi popoli, divisi in molteplici fazioni, alcune delle quali erano favorevoli allo stesso popolo romano, e la cui sottomissione presentava, almeno apparentemente, minori difficoltà militari rispetto alla Dacia e ai Daci (sia per l'insidiosità del territorio che per la ritrovata unità del suo popolo). A Cesare serviva solo il pretesto per mettere piede in Gallia.
Quando Cesare entrò con le sue truppe in questa regione, trovò una terra abitata non solo dai Celti, che occupavano la maggior parte del territorio, e dai Belgi (un popolo misto di Celti e Germani che, a partire dal 200 a.C. circa, aveva occupato la zona nord-orientale della Gallia), ma anche da popolazioni probabilmente non indoeuropee come i Liguri e i Reti nella zona sud-orientale e gli Iberi in quella sud-occidentale, giunti dalla vicina Penisola iberica.
Ecco come Cesare, nel celebre incipit del De bello Gallico, descrive la Gallia:
(Cesare, De bello gallico, I, 1.)
La monarchia, come sistema di potere, resisteva ancora tra i Belgi, mentre era scomparsa da decenni nella Gallia centrale, dove vigeva una struttura aristocratica basata su un sistema clientelare. I druidi formavano una casta religiosa molto potente e influente, mentre gli aristocratici formavano la classe guerriera, quella dei magistrati e quella di governo. I druidi erano riusciti a creare una specie di confederazione tra le circa 50 tribù esistenti, al cui interno quelle più forti stavano però progressivamente assorbendo le altre. La Gallia, tuttavia, non aveva raggiunto né unità né vera stabilità politica: le tribù erano spesso in guerra tra di loro (senza contare le continue dispute esistenti all'interno della classe guerriera di ogni tribù), creando e disfacendo continuamente alleanze e avvalendosi dell'aiuto di mercenari germanici per combattere i nemici. Tutto ciò permise proprio ai Germani, popoli da tempo in movimento (come testimoniano, per esempio, le migrazioni di Cimbri e Teutoni), di spingersi fino ai fiumi Meno, Reno e Danubio a partire dal 100 a.C. Proprio questa situazione aveva permesso al capo svevo Ariovisto, attorno al 61/60 a.C., di impadronirsi dei territori della moderna Alta Alsazia.
La conquista ebbe inizio nel 58 a.C.. Cesare narrò le proprie imprese nel De bello Gallico, cronaca in cui sono riportati anche i costumi e le usanze delle molteplici tribù galliche che via via incontrò e sconfisse. L'ultimo sussulto della resistenza gallica all'occupazione avvenne nel 52 a.C. quando i Galli si coalizzarono sotto la guida del carismatico capo Vercingetorige, che venne però sconfitto nell'assedio di Alesia, catturato e portato a Roma in catene per sfilare dietro al carro del vincitore ed essere giustiziato.

### Provincia romana della Repubblica (50-27 a.C.)

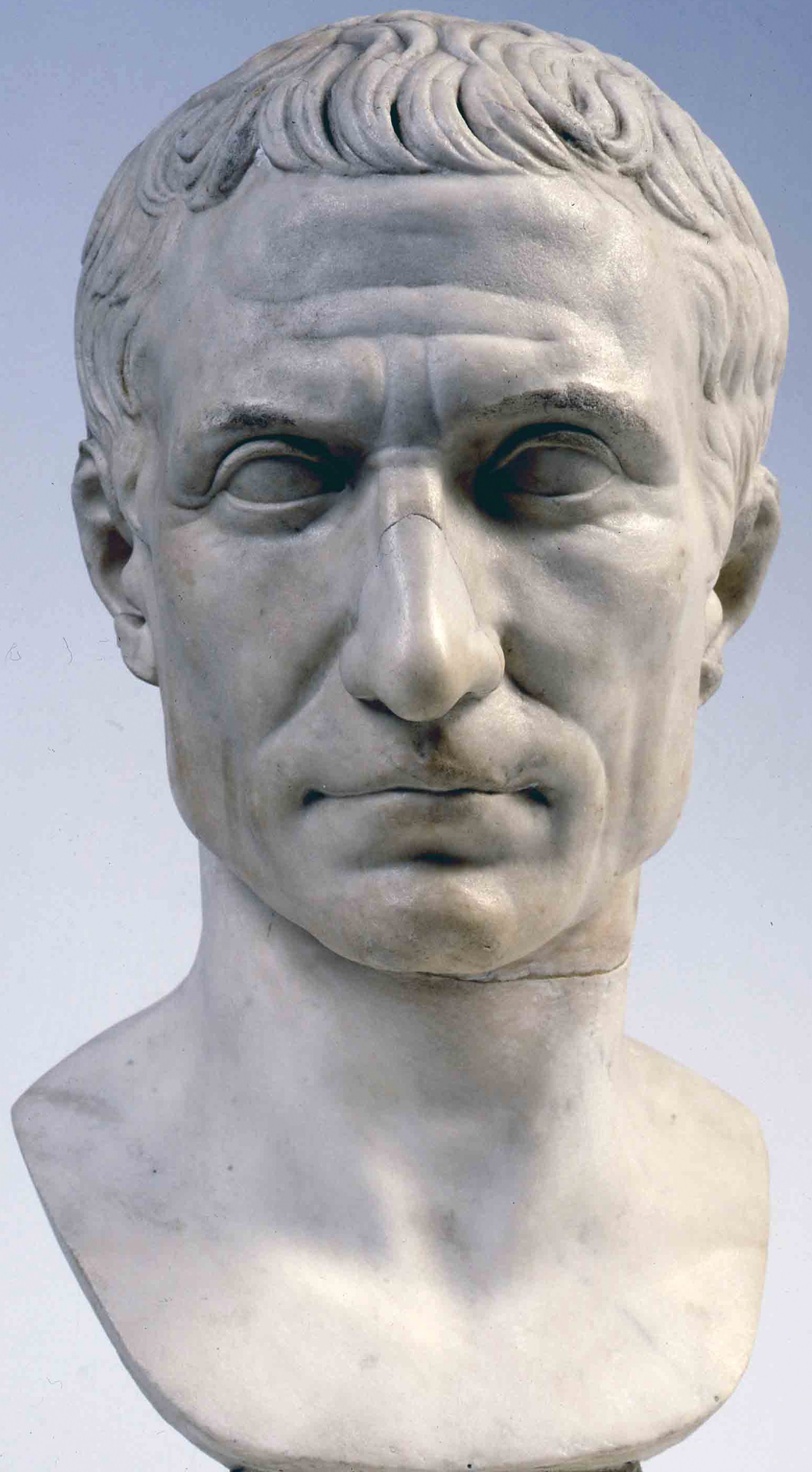
Busto di Gaio Giulio Cesare, proconsole dell'Illirico dal 58 al 49 a.C. (Musei Vaticani)

Sottomessa la Gallia Comata, Cesare la trasformò in provincia romana nel 50 a.C.. Poco dopo, il 1º dicembre di quello stesso anno, a Roma si discuteva del termine del mandato del proconsole delle Gallie e Curione, a lui vicino, cercò un nuovo compromesso, proponendo che sia Cesare che Pompeo abbandonassero simultaneamente i loro mandati proconsolari. Il senato approvò la mozione con 370 voti favorevoli e soli 22 contrari, ma ancora una volta si rivelò del tutto inutile di fronte alla fazione anti-cesariana. Cesare allora attraverso due suoi fidati collaboratori, il questore Marco Antonio e Quinto Cassio Longino, fece sapere al senato di essere disposto a rinunciare al comando delle sue legioni, conservandone solo due insieme al governo della Gallia cisalpina e dell'Illirico, fino all'inizio del suo secondo consolato (1 gennaio del 48 a.C.); avrebbe poi accettato la proroga del comando di Pompeo in Spagna. Quest'ultimo, prevedendo che il suo comando avrebbe perso di significato una volta che Cesare fosse diventato console, rifiutò l'accordo e la proposta non venne neppure letta in senato.
Nei giorni che seguirono, Pompeo radunò il senato fuori Roma, lodandone il coraggio e la fermezza, e lo informò delle proprie forze militari. Si trattava di un esercito di ben dieci legioni. Il senato riunito propose allora di effettuare nuove leve in tutta Italia; di inviare propretore Fausto Cornelio Silla in Mauritania, anche se la proposta fu osteggiata da Lucio Marcio Filippo; di finanziare Pompeo col denaro del pubblico erario; di dichiarare il re Giuba, alleato e amico del popolo romano, anche se Marcello era contrario. Furono quindi distribuite le province a cittadini privati, due delle quali erano consolari e il resto pretorie: a Scipione toccò la Siria, a Lucio Domizio Enobarbo la Gallia. Furono esclusi dalla spartizione sia Filippo, sia Lucio Aurelio Cotta, tanto che i loro nomi non furono inseriti nell'urna. Tutto ciò accadde senza che i poteri fossero stati ratificati dal popolo, al contrario si presentarono in pubblico col paludamento e, dopo aver fatto i dovuti sacrifici, i consoli lasciarono la città; vennero quindi disposte leve in tutta Italia; si ordinano armi e denaro dai municipi, anche sottraendolo ai templi.
Cesare, quando ebbe notizia di quello che stava accadendo a Roma, arringò le truppe (adlocutio) dicendo loro che, pur dolendosi delle offese arrecategli in ogni occasione dai suoi nemici, era dispiaciuto che l'ex-genero, Pompeo, fosse stato sviato dall'invidia nei suoi confronti, lui che l'aveva da sempre favorito. Si rammaricò inoltre che il diritto di veto dei tribuni fosse stato soffocato dalle armi. Esorta pertanto i soldati, che per nove anni avevano militato sotto il suo comando, a difenderlo dai suoi nemici, ricordandosi delle tante battaglie vittoriose ottenute in Gallia e Germania. Fu così che:
(Cesare, De bello civili, I, 7.)
Era l'inizio della guerra civile, che durò fino alla morte di Cesare, per poi riaccendersi con una seconda guerra civile, prima tra i cesaricidi e poi tra gli stessi vendicatori del dittatore scomparso, vale a dire tra Ottaviano e Marco Antonio (44-31 a.C.) e che portò alla fine della Repubblica romana.
Con la morte di Cesare (idi di marzo del 44 a.C.), mentre Ottaviano faceva rientro a Roma da Apoillonia (maggio), Marco Antonio decise di prendere per sé la Gallia Comata, che era stata assegnata dal dittatore scomparso al console designato, Decimo Bruto.
L'anno successivo si ebbe l'incontro fra i tre maggiori esponenti del partito cesariano, organizzato da Lepido su un'isoletta del fiume Reno, presso l'allora colonia romana di Bononia (odierna Bologna). Esso sanciva un accordo valido per un quinquennio e che ebbe validità istituzionale con la Lex Titia del 27 novembre 43 a.C. Ufficialmente i suoi membri furono conosciuti come Triumviri Rei Publicae Constituendae Consulari Potestate (triumviri per la Costituzione della Repubblica con potere consolare, abbreviato come "III VIR RPC"). Questo accordo portò a spartirsi i territori occidentali della repubblica romana: se ad Ottaviano spettavano l'Africa, la Sardegna e Corsica e la Sicilia, a Marco Emilio Lepido la Spagna e la Gallia Narbonensis, mentre a Marco Antonio la Gallia Comata.
Poco dopo la sconfitta dei cesaricidi a Filippi (42 a.C.), i triumviri decisero di redistribuirsi le province come segue: ad Ottaviano andarono Spagna e Numidia, ad Antonio, Gallia e Africa, mentre Sesto Pompeo, figlio del Magno, si era impossessato della Sardegna e della Sicilia. Un paio di anni più tardi, nel 40 a.C., Ottaviano si impossessò della Gallia Comata, subito dopo aver rinnovato il patto di alleanza con Antonio a Brindisi. La nuova divisione vedeva Ottaviano ottenere le province di Spagna, Sardegna, Gallia e Illyricum, mentre Antonio tutto l'Oriente romano (sia in Asia che in Europa, ad est del Mare Ionio), Lepido l'Africa e Sesto Pompeo la Sicilia.
Durante questi ultimi anni repubblicani, nel 38 a.C., Marco Vipsanio Agrippa, che qui si era recato come proconsole delle Tres Galliae dall'anno precedente, represse prima una sollevazione tra gli Aquitani, poi attraversò il Reno per punire le aggressioni delle tribù germaniche e trasferire in territorio romano quella degli Ubii con il loro consenso. Al suo ritorno rifiutò il trionfo offertogli, ma accettò il suo primo consolato (37 a.C.). Ottaviano dopo il primo anno di campagne nell'Illirico (35/34 a.C.), decise di recarsi in Gallia per un breve soggiorno, poiché voleva programmare una spedizione in Britannia per emulare il padre adottivo, ma che non mise mai in atto.

### Da Augusto a Tiberio (27 a.C. - 16 d.C.)
Fra il I secolo a.C. ed il I secolo d.C., Augusto visitò la Gallia per tre volte: nel 27 a.C. (quando fece un primo censimento e poco prima della sua partecipazione alle guerre cantabriche), rimase poi un triennio tra il 16 e il 13 a.C. (fondando anche numerose colonie nel 15 a.C.), e vi tornò nel periodo tra il 10 e l'8 a.C..
Nel 19 a.C., Marco Vipsanio Agrippa fu inviato da Augusto a sedare prima alcune rivolte in Gallia Comata, poi a difendere la stessa dalle incursioni dei Germani d'oltre Reno, sia per spegnere definitivamente una nuova rivolta dei Cantabrici in Spagna. Tre anni più tardi (nel 16 a.C.), Cassio Dione racconta che Augusto lasciò Roma per trasferirsi in Gallia e, secondo le maldicenze, a causa di Terenzia, la moglie dell'amico Gaio Cilnio Mecenate, per la quale aveva una grande passione, in modo da poter vivere con lei una storia d'amore lontano dalle chiacchiere della gente. Partì, portando con sé Tiberio, sebbene a quel tempo egli fosse pretore. Il vero motivo per cui partì, furono le sue preoccupazioni dovute alle popolazioni germaniche d'oltre Reno. Infatti Sugambri, Usipeti e Tencteri avevano inizialmente catturato nei loro territori alcuni commercianti romani e li avevano impalati, poi avevano attraversato il grande fiume, portando devastazione nella stessa Gallia. Quando la cavalleria romana sopraggiunse, fu sorpresa in un agguato e, una volta messa in fuga, i Germani si imbatterono anche nel governatore delle Tres Galliae, Marco Lollio, il quale venne a battaglia, ma fu sconfitto. Non appena Augusto venne a conoscenza di questi avvenimenti, mosse contro i barbari, sebbene non gli si presentasse alcuna occasione per scontrarsi con loro. Essi, infatti, si ritirarono subito nei loro territori e conclusero una tregua offrendo in cambio degli ostaggi.
Pochi anni più tardi (tra il 13 ed il 9 a.C.), il generale Druso, fratello del futuro imperatore Tiberio, risiedette in Gallia lungo il Reno, mentre la moglie Antonia si trovava a Lugdunum in attesa del rientro del marito dalle campagne in Germania. In Gallia nacque il figlio, Claudio, nel 10 a.C., destinato a diventare egli stesso imperatore. Venne quindi visitata da Tiberio negli anni delle campagne militari in Germania tra il 9-7 a.C. e il 4-5 d.C..

### Alto Impero: dai giulio-claudi a Settimio Severo
Negli anni di Tiberio (r. 14-37) e Nerone (r. 54-68), ci furono focolai di rivolta contro il dominio romano, tutti sedati con una certa rapidità. Per tutto il II secolo, fino alla dinastia dei Severi, la Gallia fu caratterizzata da un notevole sviluppo economico e sociale.

### Crisi del terzo secolo e prime invasioni barbariche
L'impero romano entrò in un periodo di profonda crisi soprattutto a partire dalla dinastia dei Severi. Durante tale crisi si manifestarono simultaneamente situazioni difficili da gestire per il potere centrale: dall'aumento della pressione barbarica lungo tutti i confini imperiali attraverso una continua e devastante serie di invasioni, spesso accompagnate da secessioni come nel caso dell'Impero delle Gallie, oltre a disordini interni che portarono anche a riformare l'intera machina da guerra romana, ad una crisi dell'intero sistema economico e, soprattutto, una grave instabilità politica (la cosiddetta "anarchia militare").
Per le province galliche si tradusse in una debolezza militare tale da consentire l'attacco di numerose tribù di stirpe germanica, che attraversarono sempre più spesso i confini imperiali. A partire poi da Caracalla (r. 211-217) il fenomeno di aggregazione delle popolazioni si era evoluto, arrivando a costituire nell'area degli Agri decumates alcune vere e proprie confederazioni etniche di tribù come: gli Alemanni, composte da Catti, Naristi, Ermunduri e parte dei Semnoni, che si posizionarono sull'alto Reno, da Mogontiacum fino al Danubio presso Castra Regina; i Franchi, sul basso Reno dalla foce del fiume fino a Bonna; i Sassoni, composti dai popoli marinai tra le foci dei fiumi Weser ed Elba. Riguardo alla frontiera gallica, si ricordano le principali invasioni del periodo:
254Franchi e Alemanni furono fermati nel corso di un loro tentativo di sfondamento del limes romano dal giovane cesare Gallieno, il quale si meritò per questi successi l'appellativo di "Restitutor Galliarum" e di "Germanicus maximus". Il suo merito fu l'aver contenuto almeno in parte i pericoli, grazie a un accordo con uno dei capi dei Germani, che si impegnò ad impedire agli altri barbari di attraversare il Reno e ad opporsi così a nuovi invasori.

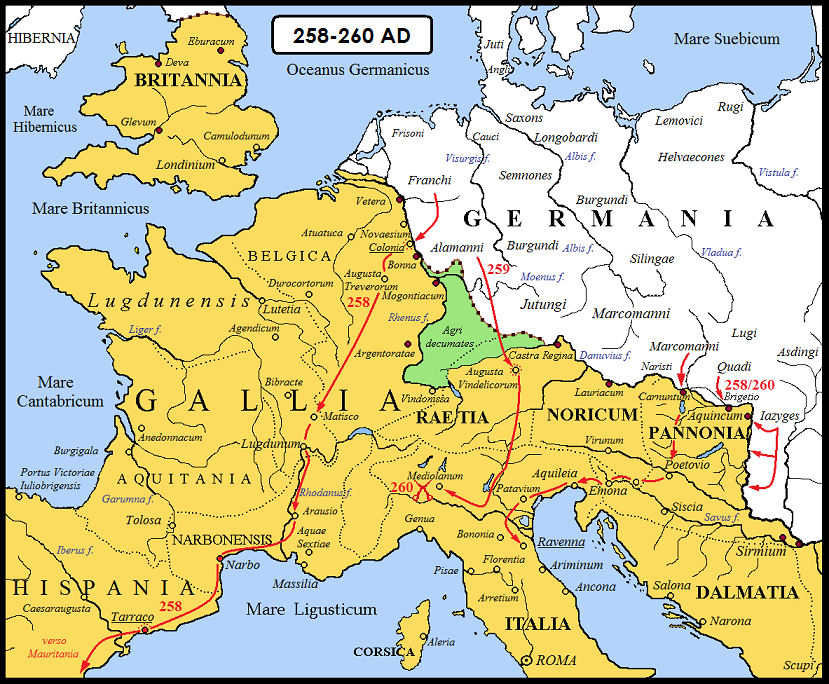
Invasioni in Occidente di Franchi, Alemanni, Marcomanni, Quadi, Iazigi e Roxolani degli anni 258-260.

257-258Il fronte renano della Germania inferiore fu sconvolto da nuovi attacchi dei Franchi, i quali riuscirono a spingersi fino a Mogontiacum, dove furono fermati dall'accorrente legio VI Gallicana, di cui era tribuno militare il futuro imperatore Aureliano. Lo stesso Gallieno, lasciato l'Illirico a marce forzate, accorse in Occidente, riuscendo a battere le orde franche probabilmente nei pressi di Colonia e comunque dopo aver ripulito l'intera sponda sinistra del Reno dalle armate dei barbari. L'anno seguente, ancora i Franchi, che l'anno precedente avevano sfondato il limes della Germania inferiore, compirono una nuova incursione, incuneandosi nei territori imperiali di fronte a Colonia per poi spingersi fino alla Spagna (dove saccheggiarono Tarragona,), fino a Gibilterra e alle coste della Mauretania romana. L'invasione sembra fu, ancora una volta, respinta come risulta della monetazione del periodo, secondo la quale Gallieno ottenne il titolo vitorioso di Germanicus Maximus per la quinta volta.
260Lungo il Limes della Germania inferiore orde di Franchi riuscirono ad impadronirsi della fortezza legionaria di Castra Vetera e assediarono Colonia, risparmiando invece Augusta Treverorum (l'odierna Treviri). Altri si riversarono lungo le coste della Gallia e devastarono alcuni villaggi fino alle foci dei fiumi Senna e Somme.
261Una nuova incursione degli Alemanni nella zona della Mosella, fino ad Augusta Treverorum e a Metz fu fermata dalle armate di Postumo. La controffensiva romana fu, infatti, condotta dall'ex-governatore, ora reggente dell'Impero delle Gallie. Egli non solo respinse l'invasione degli Alemanni e dei Franchi più a nord, ma riuscì a rioccupare e fortificare nuovamente alcune postazioni ausiliarie avanzate nel territorio degli ex-Agri decumates, lungo la piana del fiume Neckar, meritandosi la proclamazione della "Victoria germanica". Per questi successi, egli assunse l'appellativo di "Restitutor Galliarum" ("restauratore delle Gallie"), decidendo inoltre di assoldare tra le file del suo esercito bande di soldati franchi appena sconfitti, per combattere contro i loro stessi "fratelli", come testimonia Aurelio Vittore.
269Molte città della Gallia e anche molte fortezze che Postumo aveva costruito in territorio barbarico [oltre il fiume Reno, ndr] nel corso di sette anni e che, dopo la sua morte, erano state distrutte ed incendiate durante un'improvvisa incursione dei Germani [si trattava o dei Franchi o degli Alemanni, al principio del 269, ndr], le ricostruì riportandole al precedente stato.

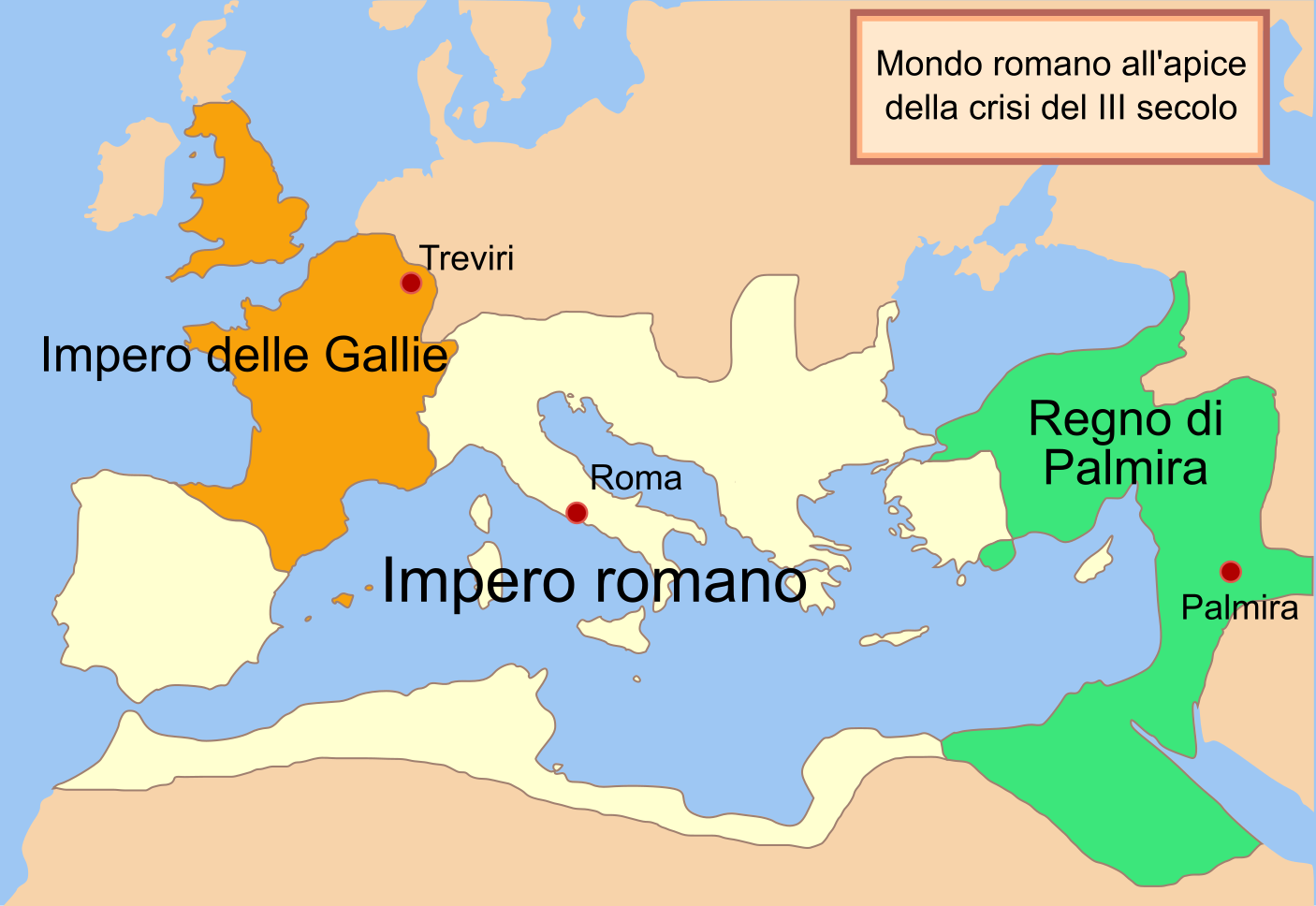
L'Impero romano degli imperatori “legittimi” al centro, con l'Impero delle Gallie ad Occidente, il Regno di Palmira a Oriente, all'apice del periodo dell'Anarchia militare (260-274).

Queste difficoltà costrinsero, prima l'imperatore Valeriano (253-260), a spartire con il figlio Gallieno (253-268) l'amministrazione dello Stato romano, affidando a quest'ultimo la parte occidentale e riservando per sé quella orientale, come in passato era già avvenuto con Marco Aurelio e Lucio Vero (161-169). Il punto più basso si raggiunse nel 260, quando Valeriano fu sconfitto in battaglia e preso prigioniero dai Sasanidi, morendo in prigionia senza che fosse possibile intraprendere una spedizione militare per liberarlo. Come conseguenza di questa grave sconfitta l'impero subì una scissione in tre parti per quasi quindici anni, che però ne permisero la sopravvivenza: ad Occidente gli usurpatori dell'Impero delle Gallie, come Postumo (260-268), Leliano (268), Marco Aurelio Mario (268-269), Vittorino (269-271), Domiziano II (271) e Tetrico (271-274), riuscirono a difenderne i confini delle province di Britannia, Gallia e Spagna. Scrive Eutropio: 
(Eutropio, 9.11.)
Gli "imperatori delle Gallie" non solo formarono un proprio Senato presso il loro maggiore centro di Augusta Treverorum e attribuirono i classici titoli di console, Pontefice massimo o tribuno della plebe ai loro magistrati nel nome di Roma aeterna, ma assunsero anche la normale titolatura imperiale, coniando monete presso la zecca di Lugdunum, aspirando all'unità con Roma e, cosa ben più importante, non pensando mai di marciare contro gli imperatori cosiddetti "legittimi" (come Gallieno, Claudio il Gotico, Quintillo o Aureliano), che regnavano su Roma (vale a dire coloro che governavano l'Italia, le province africane occidentali fino alla Tripolitania, le province danubiane e dell'area balcaniche). Essi, al contrario, sentivano di dover difendere i confini renani ed il litorale gallico dagli attacchi delle popolazioni germaniche di Franchi, Sassoni ed Alemanni. L'Imperium Galliarum risultò, pertanto, una delle tre aree territoriali che permise di conservare a Roma la sua parte occidentale.
Fu solo con Aureliano (r. 270-275) che l'unità imperiale poté finalmente concretizzarsi con la sconfitta, prima di Zenobia e Vaballato in Oriente (regno di Palmira) nel 272, e poi di Tetrico in Occidente (Impero delle Gallie) nel 274, al termine della battaglia presso i Campi Catalauni. Tetrico e Zenobia, dopo il trionfo celebrato a Roma, non furono però giustiziati: al contrario, il primo fu nominato governatore della Lucania, mentre la regina orientale fu insediata a Tivoli e le fu dato un senatore romano come marito. Si trattava di un riconoscimento per aver "salvato" i confini dell'Impero dalle invasioni dei barbari in Occidente e dei Sasanidi in Oriente. Le invasioni purtroppo non si arrestarono del tutto, infatti negli anni:
275-276la Gallia fu invasa dai Franchi, che percorsero la valle del fiume Mosella e dilagarono nella zona dell'attuale Alsazia. Si racconta che oltre settanta città caddero nelle loro mani, e che solo quelle poche dotate di mura, come Augusta Treverorum, Colonia Claudia Ara Agrippinensium e Tolosa, scamparono alla devastazione ed al saccheggio. A questa invasione seguì quella congiunta di Lugi, Burgundi e forse Vandali lungo il tratto dell'alto-medio corso del Danubio.
277Una volta portate a termine le operazioni contro i Goti, Probo decise di marciare verso la Gallia per affrontare i Germani penetrati nel corso dell'invasione dell'anno precedente. La tattica di Probo fu quella di affrontare separatamente le varie forze avversarie che, seppure numericamente superiori, furono sconfitte una ad una. I primi ad essere battuti dalle armate romane a dai generali dell'imperatore furono i Franchi, penetrati nella zona nord orientale della Gallia Belgica. Poi fu la volta dei Lugi: Probo liberò il loro capo Semnone, che era stato catturato, a condizione che conducesse i resti delle sue genti nelle proprie basi di partenza, lasciando liberi i prigionieri romani e abbandonando il bottino razziato..
278L'imperatore Marco Aurelio Probo condusse una campagna dove uccise oltre quattrocentomila barbari e liberò ben sessanta città della Gallia. Ai vinti venne imposta la consegna di ostaggi a garanzia del trattato; nove capi barbari si inginocchiarono insieme davanti a Probo, furono ripristinati lungo le vallate del fiume Neckar alcuni forti militari romani, sedicimila Germani furono arruolati tra le file dell'esercito romano e distribuiti a gruppi di cinquanta o sessanta tra le varie unità ausiliarie e, per compensare il regresso demografico delle campagne non solo galliche, un certo numero di barbari ("laeti" o "gentiles" o "dediticii") furono insediati a coltivare le terre dell'impero, come era avvenuto già in passato, all'epoca di Marco Aurelio e delle Guerre marcomanniche.
280-281L'allora governatore della Germania inferiore, Gaio Quinto Bonoso, permise che bande di Alemanni attraversassero il Reno e bruciassero alcune navi della flotta Germanica. Temendo le conseguenze di questa perdita, verso la fine del 280 si fece proclamare, a Colonia Agrippinensis (l'odierna Colonia) e assieme a Tito Ilio Proculo, imperatore di tutte le Gallie, della Britannia e della Spagna. Alla fine però entrambi questi usurpatori trovarono la morte con l'arrivo di Probo nelle Gallie. La soppressione della rivolta gallica e la cacciata delle bande germaniche dai territori imperiali durò un lungo anno di campagne militari; alla fine Proculo fu catturato a tradimento, e poi Bonoso si impiccò poco dopo, nel 281.

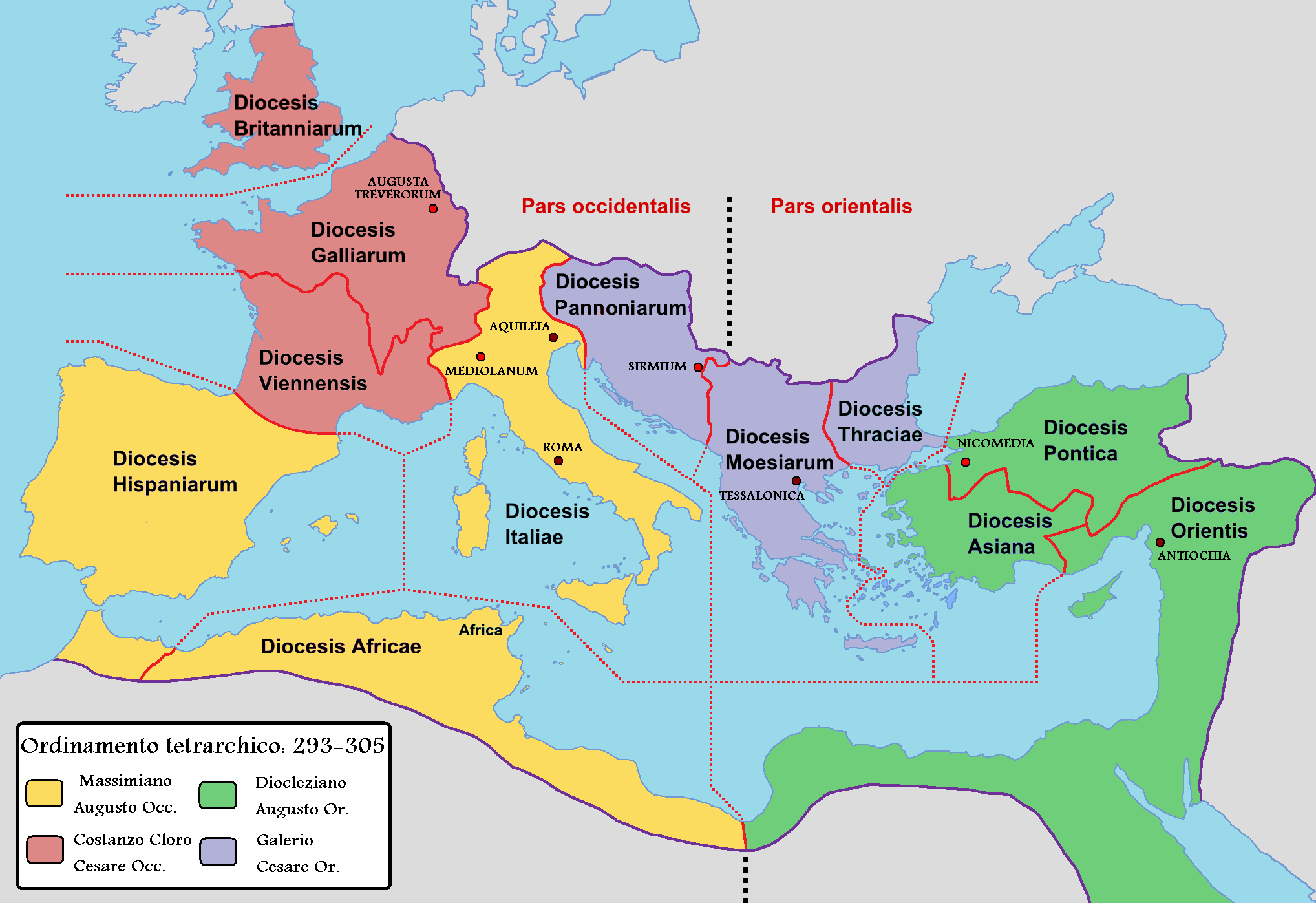
Le 12 diocesi della tetrarchia di Diocleziano. Le Gallie in rosa scuro.

285Massimiano, il Cesare di Diocleziano, mosse in Gallia, ingaggiando prima i ribelli Bagaudi nell'estate avanzata di quell'anno. I dettagli della campagna sono sparsi e non forniscono alcun dettaglio tattico. Nell'autunno due eserciti barbarici, uno di Burgundi e Alemanni, l'altro di Chaibones ed Eruli, forzarono il limes renano ed entrarono in Gallia; il primo esercito morì di fame e malattia, mentre Massimiano intercettò e sconfisse il secondo. In seguito a questi eventi il cesare stabilì il quartier generale sul Reno in previsione di future campagne,
286Il prefetto della flotta del canale della Manica, il futuro usurpatore Carausio, che aveva come sede principale della flotta la città di Gesoriacum, riuscì a respingere gli attacchi dei pirati Franchi e Sassoni lungo le coste della Britannia e della Gallia Belgica, mentre Massimiano sconfisse Burgundi ed Alemanni, come suggerisce un suo panegirico del 289.
288Un nuovo successo sulle tribù germaniche è confermato dalla quarta acclamazione di Diocleziano quale "Germanicus maximus", per i successi ottenuti dai generali di Massimiano sia sugli Alemanni (in un'azione combinata con lo stesso Diolceziano), sia sui Franchi. Massimiano era riuscito a catturarne il re dei Franchi Sali, Gennobaude, ed a ottenere la restituzione di tutti i prigionieri romani. A completamento dell'opera di pacificazione, dislocò alcuni Franchi nei territori circostanti Augusta Treverorum e Bavai.
298Il cesare Costanzo Cloro, cui era affidata la frontiera renana, riuscì a battere la coalizione degli Alemanni in due importanti scontri (battaglia di Lingones e battaglia di Vindonissa), rafforzando questo tratto di confine almeno per qualche decennio.
(Eutropio, 9.23.)

### Le Invasioni barbariche (IV-V secolo)
Dopo le prime rivolte dei Bagaudi, a partire dall'Armorica (odierna zona compresa tra Normandia e Bretagna) iniziò a manifestarsi un certo malessere che colpì i contadini, durato fino al V secolo. La riorganizzazione amministrativa di Diocleziano (fine III-inizi IV secolo) interessò anche la Gallia. Nel IV secolo, le quattro province che erano state create da Augusto divennero quattordici, e più tardi persino diciassette, raccolte poi in due diocesi: Gallie e Viennese, dipendenti dal prefetto del pretorio preposto alle Gallia, Britannia e Spagna. Nel corso di questo secolo, nonostante la pressione germanica, la situazione gallica rimase abbastanza stabile e la regione conobbe un periodo di sostanziale benessere.
Nel 406, probabilmente grazie a un inverno eccezionalmente rigido che consentì ai nomadi germani di attraversare a piedi il Reno ghiacciato, numerose nuove popolazioni irruppero in Gallia. Un ruolo di rilievo ebbero Visigoti e Burgundi, che nei decenni seguenti diedero vista a regni romano-barbarici in ampie aree della Gallia.
Nel 451 la Gallia subì l'incursione degli Unni di Attila, sconfitto tuttavia dal generale Ezio. Con il V secolo, comunque, il dominio romano sulla Gallia fu di fatto cessato. Al suo interno si formarono diversi regni romano-barbarici; tra i principali e più duraturi, quello dei Franchi a nord, quello dei Visigoti a sud-ovest e quello dei Burgundi a est. Nei secoli successivi sarebbero prevalsi i Franchi, tanto che da loro la Gallia avrebbe preso il nuovo nome di "Francia"; da questo momento in poi finisce la storia della Gallia e inizia quella della Francia.

## Difesa ed esercito
Con l'avvento di Augusto, i progetti del primo imperatore romano mutarono. Egli voleva portare il Limes più ad est, oltre il Reno fino al fiume Elba. Una volta sottomesse le popolazioni in Spagna e nelle Alpi della cosiddette "Aree interne", si provvedette a partire dal 16-13 a.C., a disporre le legioni lungo il Reno in punti strategici come Castra Vetera e Mogontiacum, di fronte a vie di penetrazione strategiche per la prossima conquista della Germania.
Dal 12 a.C. furono lanciate in Germania tutta una serie di campagne, attraverso 3-4 differenti linee di penetrazione, da nord a sud: 
- dal mare fino alle foci dei fiumi Amisia e Visurgi, con la costruzione di un canale artificiale: la Fossa Drusi, di alcuni forti lungo il Reno (a Fectio e Noviomagus Batavorum) e lungo le coste degli alleati Frisoni (a Bentumersiel);
- da Castra Vetera lungo il fiume Lippe, con la costruzione di numerose fortezze legionarie e/o forti ausiliari ad Oberaden (di 54 ettari di dimensione), Haltern (la latina Aliso o Alisone), Holsterhausen, Beckinghausen, Anreppen (di 20 ettari) ed Hedemünden sulla Werra;
- da Bonna lungo il fiume Lahan fino a Waldgirmes ed a Kneblinghausen;
- da Mogontiacum lungo i monti del Taunus, proseguendo verso nord-est fino a Rödgen (base di approvvigionamento), oppure verso sud-est lungo il fiume Meno fino a Marktbreit.

L'occupazione da parte delle armate romane portò sotto il dominio di Roma, prima i territori germani tra Reno e Weser (anche con la costruzione di strade e di ponti, i cosiddetti pontes longi), dal 5 in poi anche quelli più ad est, tra Weser ed Elba.
È solo in seguito alla disfatta di Teutoburgo del 9 che i piani di Augusto mutarono e le armate romane furono ritirate definitivamente, riportando il Limes, ancora una volta, al fiume Reno. La Germania era definitivamente perduta. Nessun altro imperatore successivo avrebbe avuto in futuro piani di conquista. Vi furono soprattutto spedizioni punitive nei confronti delle popolazioni germaniche per evitare i pericoli di possibili invasioni della Gallia, ma il Reno doveva rimanere per i successivi quattrocento anni la nuova linea di confine tra l'Impero romano ed i barbari. Quei territori così inospitali e selvaggi, quelle genti così primitive e feroci, sarebbero rimaste libere, non sottomesse al giogo di Roma.
Ancora oggi il fiume Reno sancisce la linea di demarcazione tra due differenti lingue europee: quella neo-latina e quella germanica.

### Legioni romane
Augusto durante gli anni 16-13 a.C. si fermò in Gallia per riorganizzarla amministrativamente e militarmente in vista della campagna punitiva contro i Germani e la successiva occupazione romana della Germania (dal 12 a.C. al 9 d.C.). Egli spostò pertanto le fortezze legionarie dall'interno della Gallia, ormai pacificata a 35 anni dalla su conquista, ponendole sul fiume Reno. Si trattava delle seguenti legioni:
- I Germanica, II Augusta, V Alaudae, XIIII Gemina, XVI Gallica,[78] XVII, XVIII e XIX.[79]

### AuxiliaeClassis Germanica
E sempre a questo periodo (12 a.C.) è da attribuire la costituzione della Classis Germanica lungo il fiume Reno, con base principale a 3 km a sud di Colonia, oltre a numerose altre basi secondarie tra cui Neuss e Castra Vetera.
I forti ausiliari e le fortezze legionarie romane lungo il fiume Reno della futura provincia di Germania inferiore erano ora posizionate a Fectio, Noviomagus Batavorum, Castra Vetera, Bonna, Colonia Agrippina e Novaesium.

### Fortezze, forti e fortini dal Reno al Weser
Il limes correva lungo il fiume Reno dove erano insediate numerose legioni e truppe ausiliarie, almeno fino a quando non vennero installati i due distretti militari della Germania inferiore e della Germania superiore, divenute province dall'85/90.
- legio=legione romana
- coh.=coorte
- mil=milliaria (composta da 1.000 uomini)
- eq.=coorte equitata
- ala=unità di cavalleria
- vexill=vexillationes
- c.R.=civium Romanorum

| Forte/burgus lungo il limes                                               | località antica          | località moderna                                           | dal                       | al                                                         | Misure                        | Unità ausiliarie presenti in differenti periodi                                        | Mappa                |
| ------------------------------------------------------------------------- | ------------------------ | ---------------------------------------------------------- | ------------------------- | ---------------------------------------------------------- | ----------------------------- | -------------------------------------------------------------------------------------- | -------------------- |
| Fortezza forte ausiliario                                                 | Noviomagus Batavorum     | Nimega                                                     | 16 a.C.                   | costituzione della provincia di Germania (7 a.C. - 9 d.C.) | 42,00 ha aug.; 4,5 ha forte   | legio I Germanica; ala Batavorum legio X Gemina                                        |                      |
| Città                                                                     | Colonia Ulpia Traiana    | Xanten                                                     | 8 a.C.                    | costituzione della provincia di Germania (7 a.C. - 9 d.C.) |                               | coh.VI Ingenuorum coh.I Pannoniorum et Delmatarum equitata ala Vocontiorum             |                      |
| Fortezza                                                                  | Vetera I                 | Xanten                                                     | 13 a.C.                   | costituzione della provincia di Germania (7 a.C. - 9 d.C.) | 56 ha                         | legio XVIII legio V Alaudae legio XXI Rapax                                            |                      |
| Forte alare                                                               | Asciburgium              | Moers (Arsberg)                                            | 12-11 a.C.                | costituzione della provincia di Germania (7 a.C. - 9 d.C.) | da 1,5 ha a 2,36 ha           | vexillationes legionarie (?)                                                           |                      |
| Fortezza                                                                  | Novaesium                | Neuss (Gnadental)                                          | 16/9 a.C.                 |                                                            | 24,70 ha                      | legio V Alaudae legio XX Valeria Victrix legio XVI Gallica                             |                      |
| Fortezza legionaria doppia                                                | Ara Ubiorum              | Colonia                                                    | 9 a.C.?                   | costituzione della provincia di Germania (7 a.C. - 9 d.C.) |                               | legio XIX legio V Alaudae legio XVI Gallica legio I Germanica legio XX Valeria Victrix |                      |
| Sede principale d. Classis germanica                                      | forte coortale? o alare? | Colonia (Marienburg)                                       | 11-9 a.C.?                | costituzione della provincia di Germania (7 a.C. - 9 d.C.) |                               | Numerose auxilia (forse la coh. I Classica)                                            |                      |
| Fortezza                                                                  | Mogontiacum              | Magonza                                                    | 13 a.C.                   | costituzione della provincia di Germania (7 a.C. - 9 d.C.) | 36,00 ha                      | Legio IV Macedonica Legio XIIII Gemina Legio XVI Gallica                               |                      |
| Forte                                                                     | Castellum Mattiacorum    | Mainz-Kastell                                              | 11 a.C.                   | costituzione della provincia di Germania (7 a.C. - 9 d.C.) |                               |                                                                                        |                      |
| Forte e Fortezza                                                          | Argentoratae             | Strasburgo                                                 | 11 a.C. forte 17 fortezza | costituzione della provincia di Germania (7 a.C. - 9 d.C.) |                               | Ala Petriana Treverorum Legio II Augusta                                               |                      |
| Forte                                                                     | Basilia                  | Basilea                                                    | Augusto                   | costituzione della provincia di Germania (7 a.C. - 9 d.C.) |                               |                                                                                        |                      |
| Forte                                                                     | Colonia Augusta Raurica  | Augst                                                      | Augusto                   | costituzione della provincia di Germania (7 a.C. - 9 d.C.) |                               |                                                                                        |                      |
| Fortezza                                                                  | sconosciuto              | Dangstetten                                                | 20 a.C./15 a.C.           | 8/7 a.C. poi fino al 9 d.C.                                | 13-14 ha                      | legio XIX fino all'8/7 a.C. auxilia fino al 9 d.C.                                     |                      |
| Forte                                                                     | sconosciuto              | Zurigo                                                     | 15 a.C.                   | costituzione della provincia di Germania (7 a.C. - 9 d.C.) |                               |                                                                                        |                      |
| Forte                                                                     | Vitudurum                | Oberwinterthur                                             | 15 a.C.                   | costituzione della provincia di Germania (7 a.C. - 9 d.C.) |                               |                                                                                        |                      |
| Accampamenti vari: di coorti e legionari, lungo il fiume Lippe            | Aliso?                   | Haltern (Haltern am See)                                   | dall'11 a.C.              | costituzione della provincia di Germania (7 a.C. - 9 d.C.) | 560x380 metri pari a 18,30 ha | Legio XIX                                                                              |                      |
| Campo di marcia, vicino a foce dell'Ems                                   | sconosciuto              | Bentumersiel (Landkreis Leer)                              | dal 12 a.C.?              | costituzione della provincia di Germania (7 a.C. - 9 d.C.) |                               |                                                                                        |                      |
|                                                                           | sconosciuto              | Hedemünden (Hann. Münden)                                  | dall'11-9 a.C.            | 8 a.C.-7 a.C.                                              |                               |                                                                                        | lungo il fiume Werra |
| Forte romano di 14 ettari per 2.500/3.000 soldati, lungo il fiume Lahn    | sconosciuto              | Limburg (Limburgo sulla Lahn)                              | età augustea dall'11 a.C. | all'8 a.C.?                                                |                               |                                                                                        |                      |
| Campo legionario lungo il Lippe                                           | sconosciuto              | Oberaden (Bergkamen)                                       | dall'11 a.C.              | all'8-7 a.C.                                               |                               |                                                                                        |                      |
| Forte romano di 2,8 ettari per 800 soldati, in Assia                      | sconosciuto              | Oberbrechen (Oberbrechen, circondario di Limburg-Weilburg) | 10 a.C./9 a.C.            | costituzione della provincia di Germania (7 a.C. - 9 d.C.) |                               |                                                                                        |                      |
| Accampamento di 250 x 230 metri per 1.000 legionari, lungo il fiume Lippe | sconosciuto              | Olfen (Olfen)                                              | dall'11 a.C.              | al 7 a.C.                                                  |                               |                                                                                        |                      |
| Forte romano di 3,3 ettari per 1.000 soldati in Assia                     | sconosciuto              | Rödgen (Bad Nauheim)                                       | 10 a.C./9 a.C.            | costituzione della provincia di Germania (7 a.C. - 9 d.C.) |                               |                                                                                        |                      |

## Geografia politica ed economica

### Maggiori centri provinciali
Ancora oggi si possono ammirare numerose opere architettoniche romane nei centri cittadini di Aix-en-Provence, Arles e Nîmes. Inoltre città come Lione e Parigi furono fondate su siti di preesistenti villaggi gallici. Le città principali erano, partendo dalla capitale della Gallia Comata: 
- Lugdunum, sede del governatore provinciale romano e dove si trovava il santuario federale delle Tre Gallie, un monumento eretto nell'anno 12 a.C.[123] (o 10 a.C.[124]) da Druso maggiore.[125] Ogni anno, il primo di agosto, i delegati delle sessanta nazioni galliche si riunivano in assemblea a Lugdunum nel santuario federale, sulle pendici de La Croix-Rousse. Secondo Cassio Dione, l'assemblea al santuario avrebbe avuto origine quando Druso, nel tentativo di placare il malcontento dei Galli per la sottomissione ai Romani, organizzò un raduno degli uomini più notabili della Gallia a Lugdunum, con il pretesto di una celebrazione religiosa intorno all'altare dedicato ad Augusto e a Roma[126]. Non è chiaro in che modo Druso intendesse conquistare le simpatie dei Galli con la celebrazione del culto imperiale: probabilmente li allettò con la promessa di poter essere nominati sacerdoti della Tre Gallie e di poter essere eletti come delegati in un consiglio in cui discutere argomenti di interesse comune a tutte le popolazioni galliche.[127] Fu anche sede della seconda zecca imperiale dal 15 a.C..[128] Le prime emissioni furono però battute fin dai generali romani Lucio Munazio Planco, Marco Antonio e Ottaviano Augusto. Quando Ottaviano divenne l'imperatore Augusto, dal 27 a.C., la zecca cambiò dimensioni per rifornire il soldo ai militari acquartierati in Gallia e nella regione del Reno, evitando che ingenti quantità di denaro dovesser essere trasferite direttamente dalla zecca di Roma.[129]

Nella Gallia Lugdunensis
- Andemantunum (Langres)
- Augustobona (Troyes)
- Augustodunum (Autun)
- Augustodurum (Bayeux)
- Cabillonum (Chalon-sur-Saône)
- Caesarodunum (Tours)
- Cenabum Aureliani (Orléans)
- Condate (Rennes)
- Gesocribate (Brest)
- Iuliomagus (Angers)
- Lugdunum (capitale dell'intera Gallia Comata)
- Lutetia Parisiorum (Parigi)
- Portus Namnetum (Nantes)
- Rotomagus (Rouen)
- Segusiavorum (Feurs)
- Suindinum (Le Mans)

Nella Gallia Belgica
- Atuatuca Tungrorum (Tongres)
- Augusta Suessionum (Soissons)
- Augusta Treverorum (Treviri)
- Augusta Viromanduorum (San Quintino)
- Augustomagus (Senlis)
- Bagacum (Bavay)
- Caesaromagus (Beauvais)
- Divodurum Mediomatricorum (Metz)
- Durocortorum (Reims)
- Nemetacum (Arras)
- Samarobriua (Amiens)
- Tullum (Toul)

Nella Gallia Aquitania
- Burdigala (Bordeaux)
- Vesuna (Périgueux)
- Mediolanum Santonum (Saintes)
- Divona Cadurcorum (Cahors)
- Limonum (Poitiers)
- Augustonemetum (Clermont-Ferrand)
- Aginnum (Agen)
- Augustoritum (Limoges)
- Iculisma (Angoulême)
- Aquae Tarbellicae (Dax)

### Risorse economiche provinciali
Nella prima età imperiale continuò il primato dell'Italia sulle province, favorito da Augusto, che più di ogni altro fu prodigo di privilegi e attenzioni per la penisola. Ma sotto i suoi successori la situazione si modificò profondamente: la progressiva emancipazione delle province portò a un regime di libera concorrenza, che favorì i paesi ricchi di materie prime, mettendo in crisi le regioni più povere di risorse, costrette a importare merci pagate a caro prezzo a causa del costo elevato dei trasporti e delle serie di dazi e pedaggi che si pagavano ovunque. L'Italia e la Grecia decaddero, questa in quanto povera di risorse, la prima perché abituata da secoli a vivere di rendita sul tributo delle province e quindi poco stimolata alla competitività. Ad avvantaggiarsi furono la Gallia, che poteva contare su un'abbondante produzione agricola (vino, grano, olio, frutta, ortaggi) e numerose manifatture (vasellame, statue, gioielli, tessuti), e le province orientali, ricche di materie prime e di manodopera a basso costo, che consentirono loro un notevole sviluppo commerciale ed industriale. Venivano esportati, quindi, in Germania Magna e Scandinavia grandi quantità di terra sigillata, soprattutto della Gallia meridionale e centrale, oltre a vasi in bronzo e vetro, utensili vari, armi d'argento, anelli e tessuti.
Con la crisi del III secolo, molta gente, disperata ed esasperata dalle guerre e dagli eccessi della tassazione, si diede al brigantaggio (in Gallia i contadini ribelli furono detti bagaudi), taglieggiando viandanti e possidenti ed intercettando i rifornimenti, con grave aumento del danno per l'economia. Come se non bastasse, ricomparvero malaria e peste (tenute sotto controllo nell'Alto Impero), che infierirono su popolazioni ormai indebolite dalle guerre e dalle endemiche carestie. Il risultato fu una grave crisi demografica, che colpì non solo le campagne, ma anche le città, dove erano confluiti i contadini fuggiti dai campi.

### Principali vie di comunicazione

Rete di vie romane in Gallia

Le principali vie di comunicazioni erano:
- Via Aquitania, da Narbona, dove si congiungeva alla via Domizia, all'Oceano Atlantico, attraverso Tolosa e Bordeaux.
- Via Agrippa (circa 40 a.C.), rete stradale ideata da Marco Vipsanio Agrippa costituita da più percorsi aventi origine a Lione. Tracce sono visibili nelle vicinanze di Camp de Cora (Yonne). Il progetto di Agrippa comprendeva inoltre: 
  - in direzione ovest, la via verso Mediolanum Santonum (Saintes), citata nella Tavola Peutingeriana e conosciuta come Chemin pierré;
  - in direzione nord, una via verso Durocortorum o Durocortora (Reims), capitale della Gallia Belgica, Bellovacum (Beauvais) e Samarobriva (Amiens);
  - in direzione est, al Reno, una via verso Andemantunnum (Langres) e la colonia Augusta Treverorum (Treviri), fondata nel 17 a.C.;
  - in direzione sud, verso il mar Mediterraneo, la via che seguiva la valle del Rodano fino a Massilia (Marsiglia).
- Via di Antonino o via degli Elvii, che raddoppiava la via Agrippa sull'opposta riva del Rodano, riprendendo un percorso già utilizzato da lunghissimo tempo, prende il nome dell'imperatore Antonino Pio in seguito alla sistemazione dei miliari fatta eseguire nel 145. La via metteva in comunicazione Valentia (Valence) con colonia Nemausa (Nîmes) e con Alba Helviorum (Alba-la-Romaine).